# Imperial (Missouri)
Imperial és una concentració de població designada pel cens dels Estats Units a l'estat de Missouri. Segons l'estimació del juliol del 2007 tenia 4.747 habitants.

## Demografia
Segons el cens del 2000, Imperial tenia 4.373 habitants, 1.634 habitatges, i 1.228 famílies. La densitat de població era de 313,8 habitants per km².
Dels 1.634 habitatges en un 38,7% hi vivien nens de menys de 18 anys, en un 59,7% hi vivien parelles casades, en un 10,3% dones solteres, i en un 24,8% no eren unitats familiars. En el 20,3% dels habitatges hi vivien persones soles el 6,7% de les quals corresponia a persones de 65 anys o més que vivien soles. El nombre mitjà de persones vivint en cada habitatge era de 2,67 i el nombre mitjà de persones que vivien en cada família era de 3,06.
Per edats la població es repartia de la següent manera: un 27,6% tenia menys de 18 anys, un 8,3% entre 18 i 24, un 34,1% entre 25 i 44, un 21,5% de 45 a 60 i un 8,5% 65 anys o més.
L'edat mediana era de 34 anys. Per cada 100 dones de 18 o més anys hi havia 93,4 homes.
La renda mediana per habitatge era de 49.565 $ i la renda mediana per família de 58.955 $. Els homes tenien una renda mediana de 39.292 $ mentre que les dones 30.191 $. La renda per capita de la població era de 20.431 $. Entorn del 4,9% de les famílies i el 9,8% de la població estaven per davall del llindar de pobresa.

## Poblacions més properes
El següent diagrama mostra les poblacions més properes.